# كوين دي باو
كوين دي باو هو مؤدي وممثل بلجيكي، ولد في 30 سبتمبر 1964 بأنتويرب في بلجيكا.

## وصلات خارجية
- كوين دي باو على موقع IMDb (الإنجليزية)
- كوين دي باو على موقع ألو سيني (الفرنسية)
- كوين دي باو على موقع ميوزك برينز (الإنجليزية)
- كوين دي باو على موقع ديسكوغز (الإنجليزية)
- كوين دي باو على موقع قاعدة بيانات الفيلم (الإنجليزية)